# Bleichprivileg
Das Bleichprivileg war ein am 14. Dezember 1357 von dem Markgrafen Friedrich III von Meißen ausgestelltes Privileg zur Errichtung der Landesbleiche an den Ufern des Chemnitzflusses. Es gilt als die Voraussetzung für die Entwicklung der Textilherstellung in Chemnitz.
Am 30. Mai 1451 wurde das Bleichprivileg durch die von Kurfürst Friedrich II. erlassene Chemnitzer Bleichordnung ersetzt. Damit war der Export ungebleichter Textilien (auch Garne und Tücher) verboten. Außerdem wurde die Ausfuhr von Flachs, Garn und ungebleichter Leinwand aus dem meißnischen Gebiet verboten. Für die Markgrafschaft Meißen war dadurch am Chemnitzfluss nördlich vor der Stadt auf einem Wiesengrundstück von etwa drei bis vier Hektar eine Bleiche eingerichtet worden, die die Voraussetzungen bot, im System von Textilproduktion und -handel eine Zentralstellung einzunehmen. 